# 1661 Granule
1661 Granule este un asteroid din centura principală, descoperit pe 31 martie 1916, de Max Wolf.